# 变流技术
变流技术（power conversion technique）或電能轉換（electric power conversion），是電機工程、電力工程以及電力產業中的名稱，是一种电能变换的技术，可能是直流電和交流電之間的轉換，電壓及電流的調整，或是兩者都有。例如常见的充电器，就使用了交流电变直流电的变流技术。
變流器（converter）又稱轉換器、换流器，功率变流器（power converter）、功率轉換器、電力轉換器，則是使電源系統的電壓、頻率、相數和其他電量或特性發生變化的電氣設備；早期技術均採用旋轉變流器（rotary converter），在電力電子（power electronics）技術成熟後便將其取代，而由閘流體（電子閥）電路控制技術製成的稱靜止變流器（static converter）。該名稱是依據電機機械分類為旋轉電機和靜止電機而來。
整流器（rectifier）、逆變器（inverter）、斬波器（chopper）及變頻驅動器（VFD）皆為變流器的一種。其中Inverter在日本還作為商品名稱，功能等同VFD。
变流技术可能利用機電設備或是电力电子電路來變換電能。簡單的可能像是用變壓器調整交流電的電壓，但也可能是更複雜的系統（包括用电力电子元件构成各种电力变换电路，对电路进行控制，以及用这些技术构成更为复杂电力电子装置和系统）。
变流技术也可以指一種由市電頻率交流電轉換其他頻率電源的技術。電能轉換系統一般也會包括冗餘及穩壓。
有一種变流技术分類的方式，是依照其輸入及輸出是交流電（AC）或直流電（DC）來區分：
| - DC-DC轉換 - 稳压器 - 線性電壓調節器 - 斩波器 - AC-DC變換 - 整流器 - 電源供應單元（PSU） - 斩波器 | - DC-AC變換 - 逆變器 - AC-AC變換 - 變壓器/自耦變壓器 - 電壓轉換器 - 稳压器 - 回旋转换器 - 變頻變壓器 - 变频器 |
| - DC或AC皆可轉換 - 電動發電機 - 回轉變流機 - 開關模式電源                                          | |

也有些設備及方式是依照單相交流電及三相交流電來分類。
標準的交流電頻率會隨國家而不同，在北美洲、南美的北部、台灣及韓國等國家，主要交流電頻率是60 赫茲（Hz），而在世界其他地區，主要交流電頻率是50 赫茲（Hz）。飛機一般是用400 Hz power，因此當飛機降落，需要充電時，需有設備將地面的50 Hz或60 Hz交流電轉換到飛機上用的400 Hz。
有些特殊的電路，例如像阴极射线管中使用的回扫变压器，也可以視為是電能轉換元件。
家用的電子用品多半會有稱為交流配接器（AC adapter）的電源供應器，可以將家用插頭中的交流電轉為電路需要的低電壓直流電。若需要去使用電壓交流電（120V/240V）的國家旅行，也會使用電壓轉換器（或稱為旅行適配器）來轉換電壓。不過也有一些適配器不作電壓的轉換，只是轉換兩種不同形狀的插頭與插座而已。

## 外部連結
- . A general description of DC-DC converters.
- U.S. based 50 Hz, 60 Hz and 400 Hz frequency converter manufacturer（页面存档备份，存于）
- GlobTek, Inc. Glossary of Electric power conversion Power Supply Terms